# Kunibert
Kunibert är ett gammaltyskt mansnamn som idag är vanligare i kortformen Kuno eller Cuno. Namnet är sammansatt av "kunni" (släkt, gemenskap) och "beraht" (glänsande).
I den finlandssvenska namnsdagslängden hade Kuno namnsdag 5 november 1929–1949.

## Varianter
- maskulin: Kunibertus, Cunibert, Cuniberto, Cuniperto, Cuno, Hunebert
- feminin: Kuniberta, Cuniberta, Cuniberte, Kuna, Cuna, Kuniza

## Kända personer
- Kunibert av Köln, tysk biskop och helgon.
- Cunincpert, kung i Lombardiet.
- Cuno Amiet, schweizisk målare.
- Cuno Hoffmeister, tysk astronom.
- Kuno Fischer, tysk filosof.
- Kuno Pajula, estnisk evangelisk-luthersk teolog.
- Kuno Lorenz, tysk filosof.
- Kuno Meyer, tysk filolog med inriktning på keltiska språk.
- Kuno von Moltke, tysk greve och militär.
- Kuno Becker, mexikansk skådespelare.
- Kuno von Westarp, tysk greve och politiker.